# Allonne (Deux-Sèvres)
Allonne ist eine französische Gemeinde mit 616 Einwohnern (Stand: 1. Januar 2022) im Département Deux-Sèvres in der Region Nouvelle-Aquitaine (vor 2016: Poitou-Charentes). Sie gehört zum Arrondissement Parthenay und zum Kanton La Gâtine.

## Geographie
Allonne liegt etwa zwölf Kilometer südwestlich von Parthenay. An der nördlichen Gemeindegrenze verläuft der Fluss Thouet, im Südwesten entspringt der Miochette.

### Nachbargemeinden
Allonne wird umgeben von den Nachbargemeinden Secondigny im Nordwesten und Norden, Azay-sur-Thouet im Norden und Nordosten, Saint-Pardoux-Soutiers im Osten, La Boissière-en-Gâtine im Süden, Pamplie im Südwesten sowie Le Retail im Westen.

## Bevölkerungsentwicklung
| Jahr      | 1954 | 1962 | 1968 | 1975 | 1982 | 1990 | 1999 | 2006 | 2019 |
| Einwohner | 947  | 831  | 798  | 731  | 639  | 631  | 654  | 617  | 666  |

## Sehenswürdigkeiten

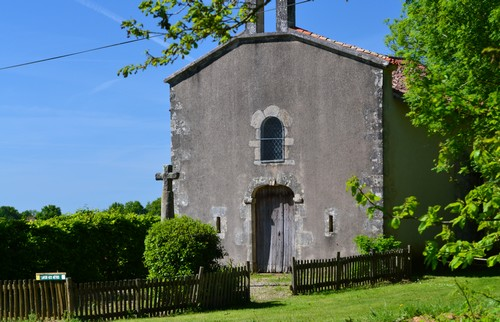
Kapelle La Genêt

- Kirche Saint-Pierre
- Kapelle Le Genêt
- Waschhaus